# 루이지 조르지
루이지 조르지(이탈리아어: Luigi Giorgi, 1987년 4월 19일 ~ )는 이탈리아의 축구 선수이다.